# Urecheni
Urecheni est une commune roumaine du județ de Neamț, dans la région historique de Moldavie et dans la région de développement du Nord-Est.

## Géographie
La commune de Urecheni est située dans le nord du județ, dans les collines du piémont des Carpates orientales, dans le bassin de la Moldova, à 20 km à l'est de Târgu Neamț et à 35 km au nord de Piatra Neamț, le chef-lieu du județ.
La municipalité est composée des villages suivants (population en 1992) :
- Ingarești (908) ;
- Plugari ;
- Urecheni (3 157), siège de la municipalité.

## Politique
| Période                                  | Période  | Identité               | Étiquette | Qualité |
| ---------------------------------------- | -------- | ---------------------- | --------- | ------- |
| Les données manquantes sont à compléter. |          |                        |           |         |
|                                          | 2012     | Mihai-Marcel Tănăselea | PDL       |         |
| 2012                                     | En cours | Ion Tănăselea          | PSD       |         |

| Parti | Parti                                                                            | Sièges |
| ----- | -------------------------------------------------------------------------------- | ------ |
|       | Parti social-démocrate-Union nationale pour le progrès de la Roumanie (PSD-UNPR) | 10     |
|       | Parti national libéral (PNL)                                                     | 2      |
|       | Alliance des libéraux et démocrates (ALDE)                                       | 1      |

## Religions
En 2002, la composition religieuse de la commune était la suivante :
- Chrétiens orthodoxes, 85,69 % ;
- Chrétiens évangéliques, 6,80 % ;
- Pentecôtistes, 2,32 % ;
- Vieux-Croyants, 0,79 %.

## Démographie
En 2002, la commune comptait 3 939 Roumains (97,50 %) et 100 Tsiganes (2,47 %). On comptait à cette date 1 531 ménages et 1 114 logements.
| 1992  | 2002  | 2007  |
| ----- | ----- | ----- |
| 4 840 | 4 040 | 4 185 |

## Économie
L'économie de la commune repose sur l'agriculture et l'élevage. La commune dispose d'une scierie et d'une laiterie.

## Communications

### Routes
Urecheni est située sur la route régionale DJ155 qui rejoint Târgu Neamț.